# Llista de poblacions de l'Uruguai
Aquesta és una llista de les quaranta poblacions més grans de l'Uruguai per nombre d'habitants (segons l'INE):

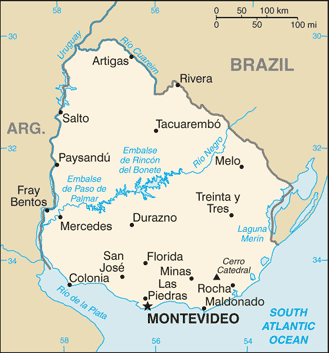
Mapa de l'Uruguai.

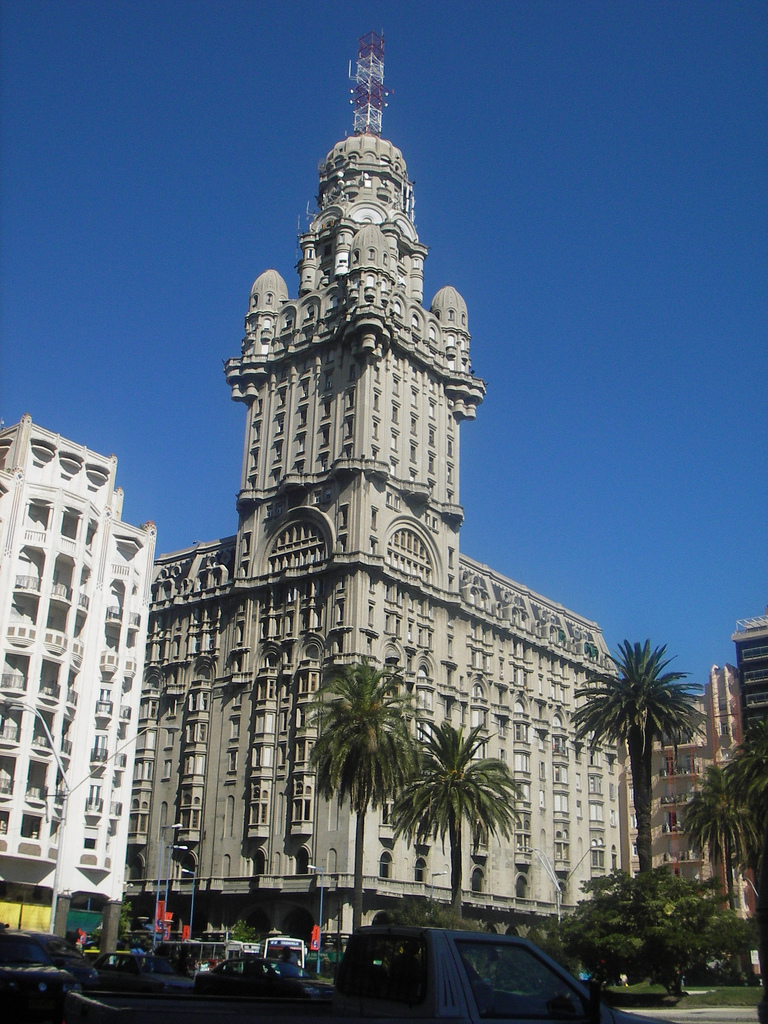
Montevideo.

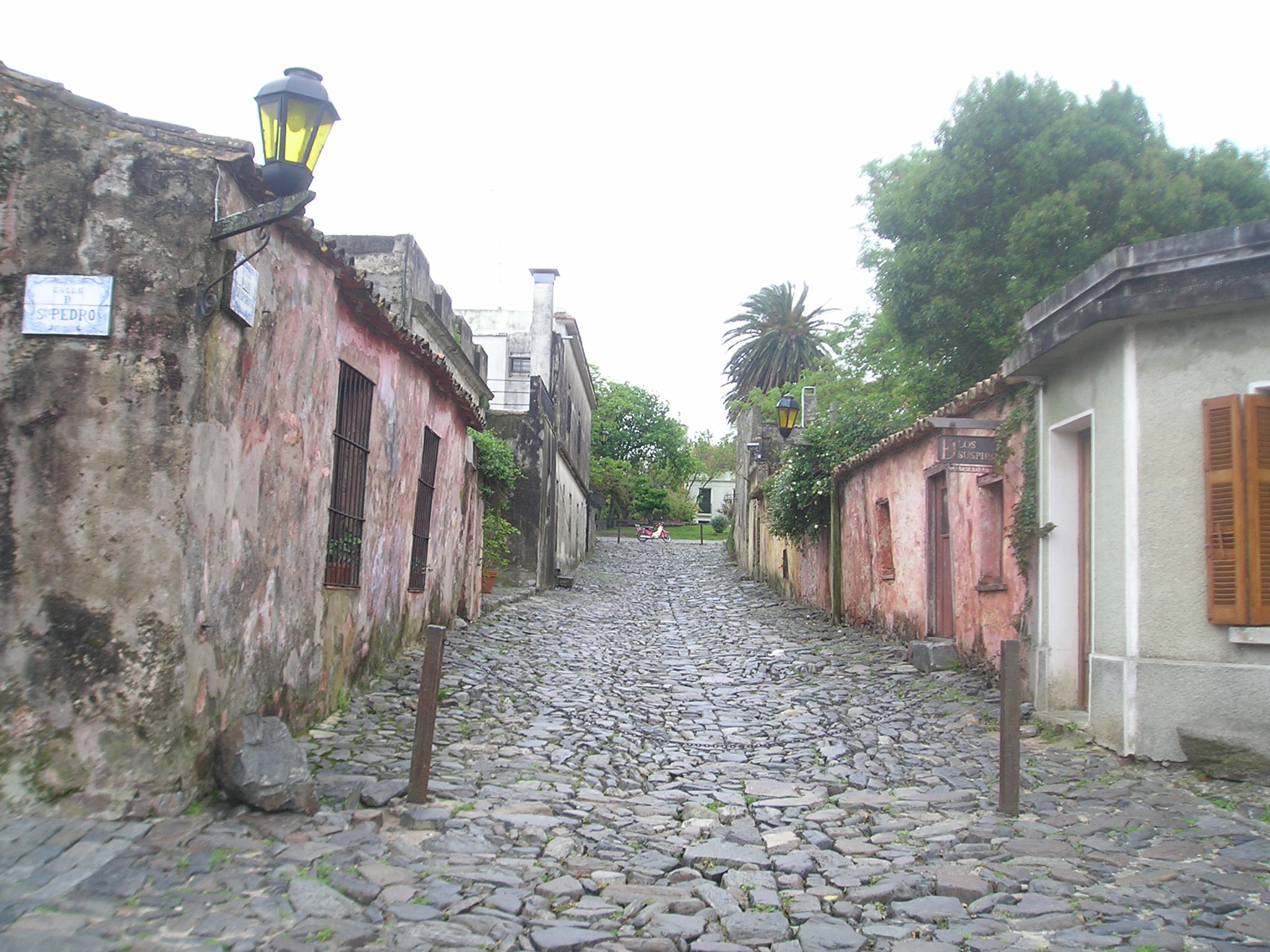
Colonia del Sacramento.

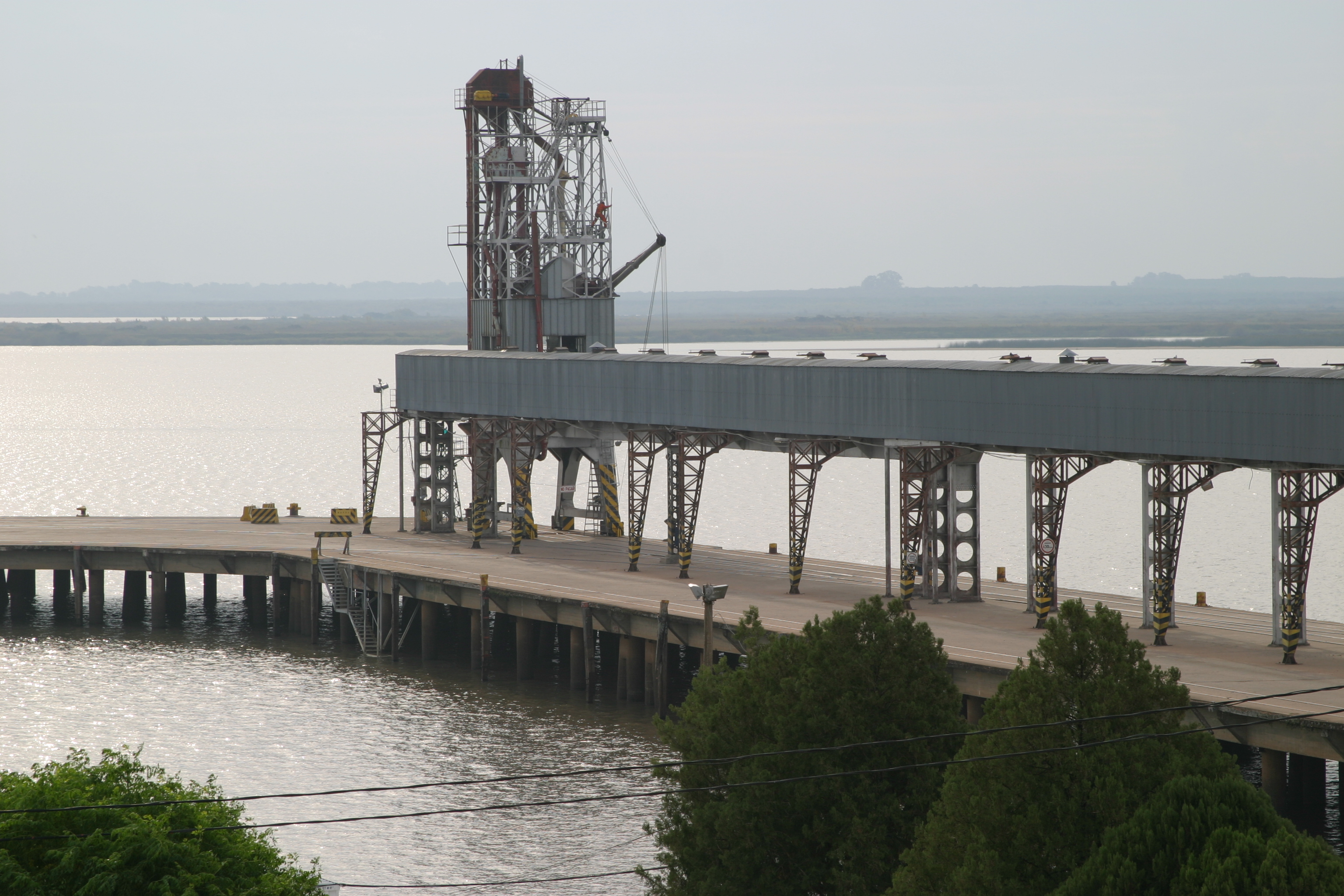
Nueva Palmira.

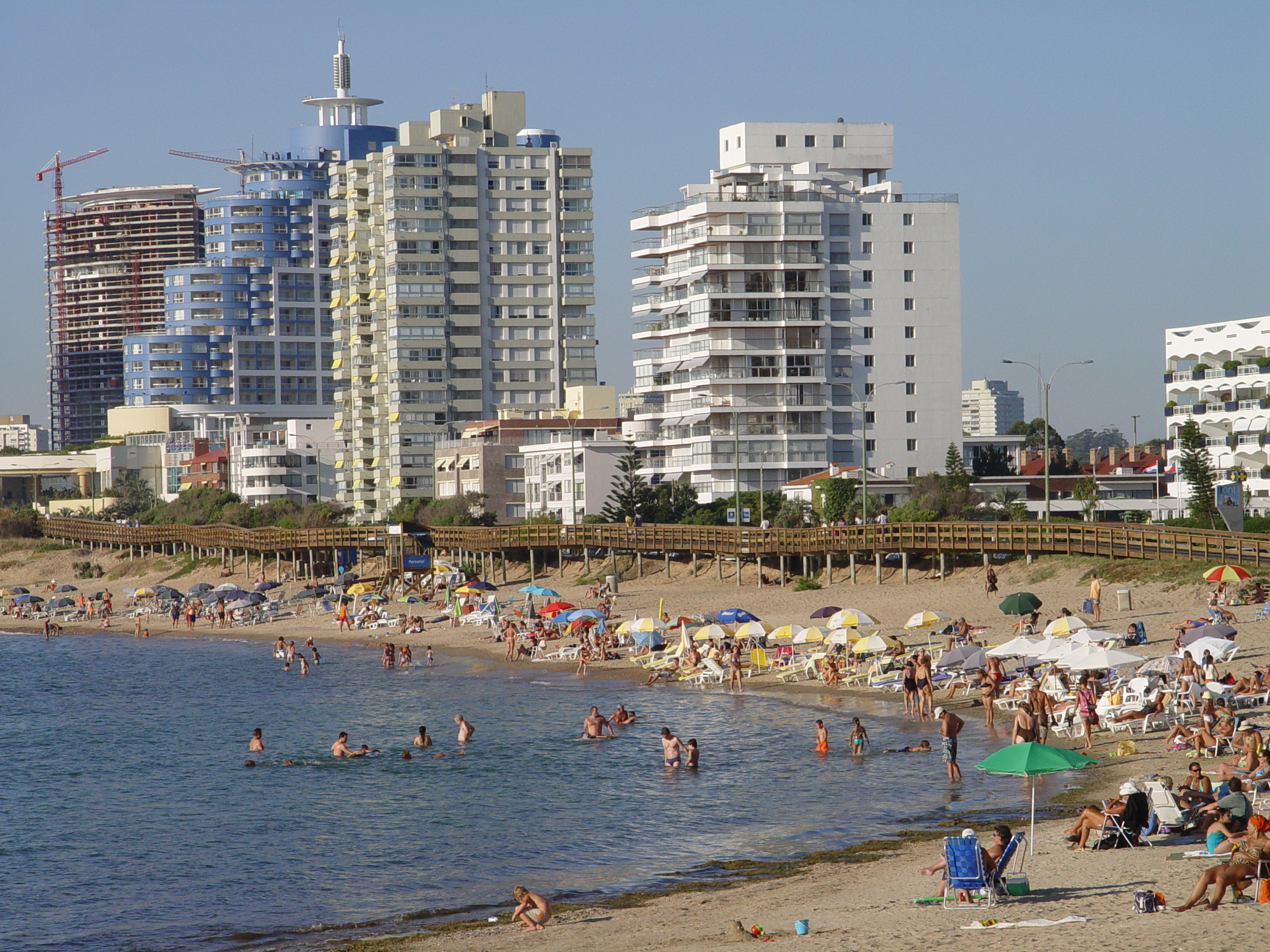
Punta del Este.

| Lloc | Població               | Cens. 1985 | Cens. 1996 | Cens. 2004 | Departament    |
| ---- | ---------------------- | ---------- | ---------- | ---------- | -------------- |
| 1.   | Montevideo             | 1.251.647  | 1.303.182  | 1.269.648  | Montevideo     |
| 2.   | Salto                  | 80.823     | 93.117     | 99.072     | Salto          |
| 3.   | Ciudad de la Costa     | 34.483     | 66.596     | 83.399     | Canelones      |
| 4.   | Paysandú               | 76.191     | 74.568     | 73.272     | Paysandú       |
| 5.   | Las Piedras            | 58.288     | 66.584     | 69.222     | Canelones      |
| 6.   | Rivera                 | 57.316     | 62.859     | 64.426     | Rivera         |
| 7.   | Maldonado              | 33.536     | 48.936     | 54.603     | Maldonado      |
| 8.   | Tacuarembó             | 40.413     | 45.891     | 51.224     | Tacuarembó     |
| 9.   | Melo                   | 42.615     | 46.883     | 50.578     | Cerro Largo    |
| 10.  | Mercedes               | 36.702     | 39.320     | 42.032     | Soriano        |
| 11.  | Artigas                | 35.119     | 40.244     | 41.687     | Artigas        |
| 12.  | Minas                  | 34.661     | 37.146     | 37.925     | Lavalleja      |
| 13.  | San José de Mayo       | 31.827     | 34.552     | 36.339     | San José       |
| 14.  | Durazno                | 27.835     | 30.607     | 33.576     | Durazno        |
| 15.  | Florida                | 28.445     | 31.594     | 32.128     | Florida        |
| 16.  | Treinta y Tres         | 28.117     | 26.390     | 25.711     | Treinta y Tres |
| 17.  | Rocha                  | 24.015     | 26.017     | 25.538     | Rocha          |
| 18.  | San Carlos             | 19.878     | 24.030     | 24.771     | Maldonado      |
| 19.  | Pando                  | 19.797     | 23.384     | 24.004     | Canelones      |
| 20.  | Fray Bentos            | 20.135     | 21.959     | 23.122     | Río Negro      |
| 21.  | Colonia del Sacramento | 19.101     | 22.200     | 21.714     | Colonia        |
| 22.  | Trinidad               | 18.372     | 20.031     | 20.982     | Flores         |
| 23.  | La Paz                 | 16.209     | 19.547     | 19.832     | Canelones      |
| 24.  | Canelones              | 17.325     | 19.388     | 19.631     | Canelones      |
| 25.  | Ciudad del Plata       | 9.618      | 14.120     | 17.457     | San José       |
| 26.  | Carmelo                | 14.127     | 16.658     | 16.866     | Colonia        |
| 27.  | Santa Lucía            | 14.951     | 16.764     | 16.425     | Canelones      |
| 28.  | Progreso               | 11.244     | 14.471     | 15.775     | Canelones      |
| 29.  | Young                  | 12.249     | 14.567     | 15.759     | Río Negro      |
| 30.  | Dolores                | 12.914     | 14.784     | 15.753     | Soriano        |
| 31.  | Camino Maldonado       | 10.082     | 13.349     | 15.057     | Canelones      |
| 32.  | Paso Carrasco          | 10.278     | 12.174     | 15.028     | Canelones      |
| 33.  | Barros Blancos         | 10.585     | 13.464     | 13.553     | Canelones      |
| 34.  | Río Branco             | 9.035      | 12.215     | 13.456     | Cerro Largo    |
| 35.  | Paso de los Toros      | 12.826     | 13.315     | 13.231     | Tacuarembó     |
| 36.  | Juan Lacaze            | 12.574     | 12.988     | 13.196     | Colonia        |
| 37.  | Bella Unión            | 12.238     | 13.537     | 13.187     | Artigas        |
| 38.  | Chuy                   | 8.257      | 9.804      | 10.401     | Rocha          |
| 39.  | Nueva Helvecia         | 8.768      | 9.650      | 10.002     | Colonia        |
| 40.  | Nueva Palmira          | 7.151      | 8.339      | 9.230      | Colonia        |
| ---  | Punta del Este         | -----      | -----      | 8.252      | Maldonado      |